# Aczarri
Aczarri (huetar: ac o hac, piedra, y zarri, igual al perico ligero, siglo XVI), también llamado Accerrí (o Acserí), Aquecerri, Aquearri, Aquetzarí, Adcerri o Adqarri, fue un rey indígena de la etnia huetar, quien durante el siglo XVI gobernó un cacicazgo ubicado en los actuales territorios del cantón de Aserrí, en la provincia de San José, Costa Rica. Se han dado dos significados para la palabra Aczarri: «piedra de perico ligero» o bien, «pájaro que vuela». De la castellanización de su nombre procede el nombre actual del cantón de Aserrí.

## Biografía
Es poco lo que se conoce acerca de la vida de este rey huetar antes de la llegada de los españoles a Costa Rica. La mayoría de lo que se sabe acerca de este cacique es gracias a los diarios y cartas del adelantado Juan Vázquez de Coronado, a quien se considera el verdadero conquistador de Costa Rica.
El cacicazgo de Aserrí, gobernado por este príncipe huetar, se ubicaba al este de Pacaca, se extendía por el valle del río Tiribí, y limitaba con Curridabat por el oeste. Se cree que parte de los actuales territorios de los cantones de Aserrí, Puriscal, Desamparados, Acosta y Montes de Oca formaban parte de este cacicazgo. Los documentos de la época consignan que Aczarri se encontraba emparentado con los reyes de Curridabat y Pacaca, Corivará y Coquiva, respectivamente. Vasallos o principales de Aczarri eran los caciques de Tiribí, Churraca, Caricabi, Cutiuba, Tiribari y Puririce (actual Puriscal, cuyo cacique era Toboba). Aczarri, a su vez, era vasallo del Señor del Guarco.
El 20 de noviembre de 1562, Juan Vázquez de Coronado tomó posesión de su cargo como alcalde mayor ante el Cabildo de Garcimuñoz, la primera ciudad fundada por los españoles en Costa Rica. La prioridad de Vázquez de Coronado fue sofocar la rebelión del rey Garabito, señor del Reino Huetar de Occidente (actual Valle Central Occidental), quien tras someterse primeramente a la autoridad del licenciado Juan de Cavallón y Arboleda, se había sublevado y refugiado entre el pueblo de los botos, tributarios suyos.
Vázquez de Coronado no pudo dar con el paradero de Garabito, pero asentado en Garcimuñoz, organizó diversas expediciones exploratorias, así como convocó a los reyes huetares del interior del país, con la intención de someterlos a la autoridad española mediante el diálogo. Uno de los primeros reyes en presentarse fue Aczarri - al que Vázquez de Coronado llama Accerrí -, quien fue bien recibido por el alcalde mayor. Aczarri se presentó al mando de una coalición de caciques que incluía a Atao de Corrosi, Biltalia de Turrialba, Corrivará de Abra, Yorustí de Toyopán, así como los príncipes Abite, Tuarco, Co y Oticará. Tras entenderse pacíficamente con Aczarri, Vázquez de Coronado le solicitó que le proporcionase cuatrocientos indígenas auxiliares que le ayudasen en la conquista del Cacicazgo de Suerre, en la vertiente atlántica, insumiso a los españoles, pero en cambio, Aczarri le solicitó que abandonara esta empresa y le ayudase a derrotar a sus grandes enemigos, los indígenas de Quepo y Turucaca, en el Pacífico sur, que le hacían continua guerra, a lo que Vázquez de Coronado no accedió inmediatamente, pues creía que en la zona de Suerre podía encontrar muchas riquezas auríferas.
El 27 de enero de 1563 y dejando Garcimuñoz al mando de Juan Ilanés de Castro, Vázquez de Coronado partió hacia el cacicazgo de Aczarri, al cual llegó tras tres duras jornadas y muchas dificultades. Iba con la intención de reclutar los cuatrocientos indígenas que pensaba utilizar en la exploración de Suerre. Aczarri le recibió con bailes y una gran fiesta, y le otorgó muchos agasajos, alojándole en su propia casa. Vázquez de Coronado le abrazó y le dio las gracias por lo bien que había cumplido su promesa, sin embargo, a la hora de partir hacia Suerre, solamente llegaron ochenta cargadores (de los cuatrocientos prometidos por Aczarri), de modo que Vázquez de Coronado, creyendo que Aczarri trataba de engañarlo, mandó apresarlo y le amenazó de muerte si no cumplía. Viéndose en un apuro, Aczarri solicitó ayuda a Yurustí y Turrubara, hermano del gran cacique Corrivará, para que le ayudasen con hombres y así logró reunir ciento diez indígenas. Vázquez de Coronado, convencido de que no podría reunir más, le indicó a Aczarri que le señalara dónde podría encontrar más indígenas - su intención era reunir por lo menos cuatrocientos para marchar sobre Suerre -  y Aczarri, astutamente, contestó que en Quepo, país enemigo, por lo que al español no le quedó más remedio que partir hacia allí. De esta forma, Aczarri logró lo que quería de Vázquez de Coronado: auxilio para derrotar a sus enemigos.
En febrero de 1563, Vázquez de Coronado se dirigió hacia el Pacífico sur costarricense al mando de setenta soldados españoles, junto con ciento diez indígenas auxiliares guiados por Aczarri en persona y los reyes Yurustí y Turrubara. Una vez en Quepo, Corrohore, señor de los quépoa, prometió entonces someterse a cambio de que Vázquez de Coronado le ayudase a derrotar al rey de Coctú, que había robado a su hermana, la princesa Dulcehe, y le dio cien hombres para la empresa. Esto fue aprovechado por Aczarri, quien solicitó a Vázquez de Coronado permiso para retornar a su tierra con su gente - sometidos los quepoa a los españoles, ya no representaban un peligro para el pueblo de Aczarri -, permiso que le fue concedido, mientras el 27 de febrero, Vázquez de Coronado partía de Quepo con su tropa con rumbo a Coctú.
Aczarri vuelve a ser mencionado en los diarios de Vázquez de Coronado en 1564, cuando, tras regresar de Nicaragua con víveres y hombres para continuar la conquista de Costa Rica, llegó a la ciudad de Cartago, fundada por él en el Valle del Guarco en 1563 y trasladada a su sitio actual por el capitán Alonso Anguciana de Gamboa, y la halló bajo el asedio de varios reyes indígenas sublevados, a causa de los altos tributos en maíz que los huetares tenían que otorgar para permitir la subsistencia de la ciudad. Vázquez de Coronado halló presos en Cartago a Aczarri, Corivará, Yurustí, Quircó y Puririsí, pero hechas las averiguaciones, les halló inocentes y les liberó, solicitándoles que enviaran hombres para ponerlos al servicio de la ciudad.
Aczarri es mencionado por última vez, como Aquecerrí, en el reparto de encomiendas realizado en 1569 por Pero Afán de Ribera y Gómez.